# TBSテレビ系列土曜朝7時台枠のアニメ
TBSテレビ系列土曜朝7時台枠のアニメ（ティービーエステレビどようあさしちじだいわくのアニメ）は、TBS系列において毎週土曜日の7時台（JST）に放送されていたテレビアニメの放送作品一覧である。

## 歴史

### 前半枠（7:00 - 7:30）
この枠での初作品は1994年4月にそれまで土曜19:00枠で1976年から1994年3月まで、18年3ヶ月間放送されていた毎日放送制作の『まんが日本昔ばなし』が最初である。当枠移動から約5ヶ月後の1994年9月3日をもって新規制作分は終了するが、その後2000年3月まで過去の傑作選という形で継続した。1年間中断した後の2001年4月の『ゴーゴー五つ子ら・ん・ど』でアニメ枠は再開するが、本作終了後は『みのもんたのサタデーずばッと』などの情報番組放送のため、アニメは長期の中断となる。
2016年4月より当枠では14年ぶり、TBS制作の全国ネットアニメとしては12年半ぶり、TBS制作の全日帯30分アニメでは8年半ぶりとなる『カミワザ・ワンダ』がスタートしたが、2017年4月から『アニメサタデー630』枠設置のため、枠名なしのアニメ枠としては1年で廃枠となる。

#### 『アニメサタデー630』へ発展
2016年12月20日にTBSテレビと毎日放送は日曜夕方5時枠（通称：日5）と土曜午前7時からのアニメ枠を合体させ、1時間のアニメ枠を編成することを明らかにした。TBS系列の全国ネットで1時間のアニメ枠が設置されるのは、毎日放送制作で1982年10月 - 1983年3月まで半年間、日曜日昼に放送されていた『サンデーアニメプレゼント』（前半枠『愛の戦士レインボーマン』、後半枠『超時空要塞マクロス』）以来34年ぶりとなる。その後、新枠の枠名が『アニメサタデー630』と決定し、2017年4月15日より放送開始された。
2019年7月からTBS制作による新スポーツ情報トークバラエティ番組『東京VICTORY』（2021年9月25日終了）を『アニメサタデー630・第2部』相当枠（土曜7時 - 7時30分）に開始することとなったため、TBS系列では『カミワザ・ワンダ』以来、3年3ヶ月間にわたり存置していた土曜7時台前半のアニメ枠が廃枠となり、同時に『アニメサタデー630』自体も2019年6月をもって廃枠となる（毎日放送制作分の第1部は土曜（金曜深夜）1:25 - 1:55の『スーパーアニメイズム』に移動する）。TBS制作の全国ネットアニメの放送枠も本枠終了と同時に廃止となる。
これにより、1963年11月開始の『エイトマン』以来、55年8ヶ月もの間、半世紀以上にわたり続いたTBS系列の全日枠から全国ネットのアニメ、特撮枠が姿を消すことになると同時に、TBSテレビは子供向けアニメからも事実上の撤退となる。また、民放の中で唯一、全日帯の30分枠のアニメを放送しない系列となるが、2022年4月より、日曜17時枠で5年ぶりにアニメ枠が復活するため、TBS系列での全日帯アニメ枠は約2年9ヶ月ぶりに復活した。

### 後半枠（7:30 - 8:00）
かつては7時台後半枠でもアニメが放送されていた時期があった。当枠のアニメはそれ以前に放送していた旅番組・紀行番組から続投する形で一貫して中部日本放送（現：CBCテレビ）が制作していた。この枠での初作品は前半枠から遅れること5年後の1999年4月にテクモの人気コンピューターゲーム『モンスターファーム』をアニメ化した『モンスターファーム 〜円盤石の秘密〜』が最初である。その後はアトラスのRPG『真・女神転生』をアニメ化した『真・女神転生デビチル』と続き、任天堂のゲーム『星のカービィシリーズ』をアニメ化した『星のカービィ』まで4年半、当枠のアニメは続いた。2003年10月より、この枠は特撮番組枠となり、2006年4月1日に『ウルトラマンマックス』が終了するまでの7年間にわたり、この時間は子供向けの枠であった。なお、CBC制作の全国ネットアニメはその後2024年4月に日曜23:30枠で『アガルアニメ』が開始するまで約20年半中断する。
その後、2022年4月改編で『所さんお届けモノです!』（毎日放送制作）が4月2日の放送から毎週土曜午前7時30分〜8時の放送枠に移動することが発表された。なお、同番組の枠移動にともない、『サタデープラス』は、4月2日から同曜日の午前8時スタートとなっている。

## 作品リスト

### 7:00 - 7:30枠（特記以外TBS制作）
- まんが日本昔ばなし（1994年4月2日 - 2000年3月25日）※本番組のみ毎日放送制作。1994年9月までは制作局から1週間の遅れネット。10月からは再放送枠に移行。

※この間は中断
- ゴーゴー五つ子ら・ん・ど（2001年4月14日 - 2002年3月30日）※ここまでローカルセールス枠

※この間は中断
- カミワザ・ワンダ（2016年4月23日[注 5] - 2017年3月25日）※ここからネットワークセールス枠
- トミカハイパーレスキュー ドライブヘッド 機動救急警察[注 6]（2017年4月15日 - 12月23日）
- 新幹線変形ロボ シンカリオン[注 7]（2018年1月6日 - 2019年6月29日）

### 7:30 - 8:00枠（中部日本放送制作）
- モンスターファーム 〜円盤石の秘密〜（1999年4月3日 - 2000年3月25日）
- モンスターファーム 〜伝説への道〜（2000年4月1日 - 9月30日）
- 真・女神転生デビチル（2000年10月7日 - 2001年9月29日）
- 星のカービィ（2001年10月6日 - 2003年9月27日）

## 備考
- 7:00枠は初期はローカルセールスのため、一部系列局では自社制作のローカル番組や他系列局の番組などを当該時間に放送していたため、遅れネットや未放送となった地域が存在した[注 8]。
- 7:30枠はテレビ高知は遅れネットで全作品を、テレビ山口は『モンスターファーム』シリーズのみ遅れネットで放送した。
- TBS系列局がない秋田県では、秋田放送（日本テレビ系列）が『モンスターファーム～円盤石の秘密～』と『シンカリオン』を遅れネットで放送した。
- 同時ネット局ではローカル送出での時刻表示が行われていた[注 9]。